# HMS Superb (1760)
Pour les autres navires du même nom, voir HMS Superb.
Le HMS Superb est un vaisseau de ligne de troisième rang de 74 canons de classe Bellona. Il sert dans la Royal Navy pendant la deuxième moitié du XVIIIe siècle.
Lancé le 27 octobre 1760 aux chantiers navals de Deptford Dockyard, il sert de vaisseau amiral en Inde à l'escadre du contre-amiral Edward Hughes qui combat les forces de Suffren en 1782-1783. Le Superb prend part aux combats de Sadras, de Provédien, de Negapatam et Trinquemalay en 1782, puis de Gondelour en 1783. Il fait naufrage cette année-là.

## Sources et bibliographie
- (en) Cet article est partiellement ou en totalité issu de l’article de Wikipédia en anglais intitulé « HMS Superb (1760) » (voir la liste des auteurs).
- (en) Brian Lavery, The Ship of the Line, vol. 1: The development of the battlefleet 1650-1850, Conway Maritime Press, 2003 (ISBN 0-85177-252-8)
- (en) Rif Winfield, British Warships in the Age of Sail 1714-1792 : Design, Construction, Careers and Fates, Seaforth Publishing, 2007, 400 p. (ISBN 978-1-84415-700-6, lire en ligne)